# موتور محمود شیرانی
موتور محمود شیرانی یک منطقهٔ مسکونی در ایران است که در دهستان جلگه چاه هاشم واقع شده‌است. موتور محمود شیرانی ۳۸ نفر جمعیت دارد.